# Karl Wilhelm Heinrich von Driesen
Karl Wilhelm Heinrich von der Oest genannt Driesen ros. Карл Вильгельм Генрих фон дер Остен Дризен, (ur. 13 maja 1746 w Wesel w Nadrenii, zm. 13 lub 17 lutego 1827 w ujeździe mitawskim w guberni kurlandzkiej) – wojskowy Królestwa Prus, Księstwa Kurlandii i Semigalii oraz Imperium Rosyjskiego, gubernator kurlandzki w latach 1798–1800.

## Życiorys
Karl Wilhelm Heinrich von Driesen urodził się 13 maja 1746 roku w Wesel w Nadrenii. Karierę wojskową rozpoczął w Królestwie Prus, gdzie osiągnął stopień kapitana. W 1781 przeszedł na służbę do księcia Piotra Birona. Pełnił funkcję komendanta jego gwardii i osiągnął stopień majora. W związku z włączeniem w 1795 roku Księstwa Kurlandii i Semigalii w skład Imperium Rosyjskiego przeszedł do armii rosyjskiej. Jego lojalność została doceniona poprzez nadanie mu w tym roku Orderu Świętego Włodzimierza IV klasy. 
W ciągu następnych pięciu lat von Driesen bardzo szybko zdobywał kolejne awanse wojskowe, co było związane z przyjęciem go przez cesarza Pawła I jako przybocznego adiutanta. Otrzymywał kolejno promocje na pułkownika (VI stopień w wojskowej tabeli rang) 9 stycznia 1797 roku, generała-majora (IV stopień) 18 marca 1798 roku i generała-lejtnanta (III stopień) w 1800 roku. Przyczynę tych awansów opisano w 1875 w miesięczniku "Russkij Archiw", według którego Driesen reprezentować miał wojska kurlandzkie na paradzie na Carskiej Łące. Paweł I miał zwrócić na niego uwagę ze względu na znacznie odbiegający od rosyjskich standardów mundur wojskowego. Imperator rozpoczął rozmowę, podczas której Driesen zrobił na nim bardzo dobre wrażenie. Gdy Driesen otrzymał kolejne awanse, wyraził on wobec cesarza zaniepokojenie, iż nie jest dostatecznie majętny, aby prowadzić odpowiadający stopniowi poziom życia. Argumentacja barona znalazła zrozumienie u Pawła I, który przekazał faworytowi majątek Eckhof w guberni kurlandzkiej. Na miejscu okazało się jednak, iż do dóbr państwowych należą w guberni dwa majątki o tej nazwie i nie wiadomo było, który z nich został przekazany. Karl von Driesen napisał więc do cesarza list, w którym poprosił o możliwość zmiany nazw otrzymanych dóbr z Groß-Eckhof na Pauls-Gnade (pol. łaska Pawła) i z Klein-Eckhof na Sorgenfrei (pol. beztroska). Zgoda cesarza spowodowała przejęcie przez Driesena obu majątków. 
Karl von Driesen przez dwa lata, od 9 listopada 1798 do 20 października 1800 roku, sprawował urząd gubernatora kurlandzkiego. Jako urzędnik otrzymał w 1800 roku cywilną rangę tajnego radcy (III klasa). Jego urzędowanie miało charakteryzować się brakiem „subtelności, wspaniałomyślności i bezinteresowności”. Jego dymisja była nagła, zaś stanowisko gubernatora zajął po nim dotychczasowy wicegubernator Nikołaj Arsienjew. Jeszcze przed dymisją został uhonorowany Orderem Świętej Anny pierwszej klasy .
Karl Wilhelm Heinrich von Driesen został oficjalnie zaliczony do rycerstwa kurlandzkiego 5 marca 1801 roku. Umarł w swoim majątku w ujeździe mitawskim 13 lutego 1827 roku  lub w Mitawie 17 lutego 1827 roku.

## Rodzina
Żoną Karla von Driesena była młodsza od niego o 14 lat gdańszczanka Henriette Albertne z domu Boelendorff. Miał czterech synów .